# Raión de Gribánovski
El raión de Gribánovski (ruso: Гриба́новский райо́н) es un distrito administrativo y municipal (raión) ruso perteneciente a la óblast de Vorónezh. Se ubica en el noreste de la óblast. Su capital es Gribánovski.
En 2021, el raión tenía una población de 28 871 habitantes.
El raión es limítrofe al noreste con la óblast de Tambov. Su territorio incluye el bosque de la periferia occidental de Borisoglebsk.

## Subdivisiones
Comprende 44 localidades, agrupadas en 17 ayuntamientos, que son el asentamiento de tipo urbano de Gribánovski (la capital) y los siguientes dieciséis asentamientos rurales:
- Alekséyevka
- Bolshiye Alábuji
- Vasílyevka
- Verjni Karachán
- Kalínovo
- Kirsánovka
- Krasnoréchenka
- Kutki
- Listopádovka
- Mályye Alábuji
- Málaya Gribánovka
- Nizhni Karachán
- Novogolyelán
- Novogólskoye
- Novomakárovo
- Posévkino